# Saldé
Saldé (o Salde) és una localitat del nord del Senegal, situada sobre el riu Senegal, a l'extremitat est de l'illa de Morfil.

## Història

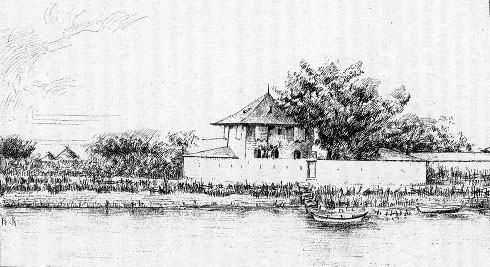
La plaça de Saldé (il·lustració de Costa occidental d'Àfrica, 1890)

El municipi de Saldé està habitat pels sereres des de vers el segle X; li donaven el nom de Taiba Gouye. Fou abandonada després de l'avanç cap al sud d'aquest poble, però Saldé va renéixer en el moment de la revolució torodo quan el primer almamy Abdel Kader Kane va ordenar als habitants de Pété de guardar i prevenir les incursions dels maures, el pas de Gué en el moment de la baixada del riu; aquesta guarda es trobava a salndu (confluència dels dos braços del riu) – que esdevindrà Saldé – a la proximitat d'aquesta confluència. La plaça de Gué fou construïda i dirigida per Demba Elimane Moktar Ly, de Pété.

## Administració
Salde és part de la Comunitat rural de Pété. És la capital del districte de Saldé al departament de Podor (regió de Sant-Louis).

## Geografia
Les localitats més pròximes són Ngoui, Barobe, Sori Malé (en Mauritanie), Lilia, Dabe, Hai Medat, Kourel i Vinding.

### Població
En el moment de l'últim cens, Saldé comptava 1.793 habitants i 208 cases.

### Activitats econòmiques
L'agricultura és la principal activitat